# Suseni (Harghita)
Suseni (en hongrois : Gyergyóújfalu) est une commune du județ de Harghita en Roumanie.